# 10572 Kominejo
10572 Kominejo (tên chỉ định: 1994 VO7) là một tiểu hành tinh vành đai chính. Nó được phát hiện bởi Satoru Otomo ở Takane, Yamanashi, Nhật Bản, ngày 8 tháng 11 năm 1994. Nó được đặt theo tên Komine Castle ở Shirakawa, Fukushima Prefecture, Japan; the total solar eclipse of 19 tháng 8 năm 1887, was observed from the castle.